# Северный полюс-33
Северный полюс-33 (СП-33) — российская научная дрейфующая станция. Открыта 9 сентября 2004 года. Эвакуирована 4 сентября 2005 года, когда льдина, на которой располагалась станция, пришла в аварийное состояние.
Координаты станции на момент создания составляли: 85° 8 минут северной широты и 155° 18 минут восточной долготы. При создании станция была рассчитана на дрейф в течение двух лет.
Как высадка полярников, так и их эвакуация производились научно-экспедиционным судном «Академик Фёдоров». В начале работы станции на ней было 11 полярников, в момент эвакуации — 14 человек. Для их проживания и научных исследований было построено 16 домиков. На станции имелись трактора для строительства снежно-ледовой полосы, работала дизельная электростанция.
После эвакуации «Академик Фёдоров» планировал пройти за ледоколом «Арктика» для выбора новой льдины и установки станции «Северный полюс-34». Новая станция была открыта 19 сентября 2005 года.